# Тиэтилперазин
Тиэтилперази́н (Thiethylperazinum)*. 2-Этилтио-10-[3-(1-метилпиперазинил-4)-пропил]-фенотиазина дималеат.
Синонимы: Торекан, Thiethylperazini maleas, Thiethylperazine maleate, Torecan, Toresten, Tresten .

## Общая информация
Тиэтилперазин относится к производным фенотиазина и по химическому строению весьма близок к нейролептическому препарату метеразину. От последнего тиэтилперазин отличается тем, что в положении 2 фенотиазинового ядра водород замещён вместо атома Cl группой SC2Н5.
От типичных фенотиазиновых нейролептиков тиэтилперазин отличается тем, что не обладает выраженной седативной активностью, лишь слабо потенцирует действие снотворных и анальгетических веществ, не оказывает выраженного каталептогенного действия и при клиническом применении обычно не вызывает сильных экстрапирамидных нарушений. Вместе с тем тиэтилперазин оказывает сильное противорвотное действие; по этому показателю он значительно более активен, чем аминазин, и превосходит метеразин.
Препарат эффективен при рвоте различного происхождения. В условиях эксперимента он подавляет рвоту, вызванную возбуждением рвотного центра (апоморфином) и раздражением рецепторов желудочно-кишечного тракта (сульфатом меди). Механизм противорвотного действия тиэтилперазина складывается из успокаивающего влияния на рвотный центр и одновременного действия на хеморецепторную пусковую (триггерную) зону продолговатого мозга, в то время как в механизме противорвотного действия аминазина и других фенотиазиновых препаратов преобладает влияние на хеморецепторную триггерную зону. Тиэтилперазин является поэтому более универсальным противорвотным средством.
Применяют тиэтилперазин для предупреждения и прекращения тошноты и рвоты различного происхождения, в том числе при лучевой терапии и химиотерапии злокачественных новообразований, при оперативных вмешательствах, заболеваниях желудочно-кишечного тракта, морской и воздушной болезни, при мигрени, рвоте беременных. Положительные результаты (прекращение тошноты и рвоты, уменьшение или прекращение головокружений, нистагма, нарушений походки) отмечены при вестибулярных и координационных нарушениях, связанных с расстройствами мозгового кровообращения, вегетососудистой дистонией, болезнью Меньера.
Назначают тиэтилперазин внутрь по 1 драже (6,5 мг) 1—3 раза в день или вводят по 1 свече (6,5 мг) 2 раза в день (утром и вечером), в острых случаях применяют внутримышечно по 1—2 мл (6,5—13 мг) в день. Курс лечения продолжается при необходимости 2—4 нед. Для предупреждения послеоперационной рвоты вводят внутримышечно 1 мл (6,5 мг) примерно за полчаса до окончания операции.
Препарат обычно хорошо переносится. Иногда наблюдаются сухость во рту, сонливость, постуральная гипотензия (при больших дозах). В редких случаях (чаще у детей) могут развиться экстрапирамидные расстройства; в связи с этим не рекомендуется назначать препарат детям в возрасте до 15 лет.

## Противопоказания
Препарат противопоказан при резком угнетении ЦНС, при коматозном состоянии.

## Форма выпуска
Формы выпуска: драже (по 6,5 мг); свечи (по 6,5 мг); в ампулах по 1 мл (6,5 мг).